# Xian (Cangzhou)
Xian (en chino, 献; pinyin, Xìàn) es un condado   bajo la administración directa de la ciudad-prefectura de Cangzhou. Se ubica en la provincia de Hebei, este de la República Popular China. Su área es de 1171 km² y su población total para 2010 superó los 579 mil habitantes. 

## Administración
El Condado Xian se divide en 18 pueblos que se administran en 9 poblado y 9 villas.